# Balthasar Huber
Balthasar Huber (* 23. Juli 1993 in Heidelberg) ist ein österreichischer Handballspieler.

## Karriere
Der 1,93 Meter große Kreisspieler begann seine aktive Profi-Karriere 2010 bei dem ULZ Schwaz. Davor war er bereits für das UHC Paulinum sowie das ULZ Schwaz in diversen Jugendligen aktiv. Seit der Kooperation zwischen dem ULZ Schwaz und HIT Innsbruck ist er für die Spielgemeinschaft Handball Tirol aktiv. Während Huber 2013/14 in der zweiten Mannschaft aktiv war läuft er 2014/15 für die HLA-Mannschaft auf.

## HLA-Bilanz
| Saison    | Verein         | Spielklasse | Tore | 7-Meter     | Feldtore |
| --------- | -------------- | ----------- | ---- | ----------- | -------- |
| 2010/11   | ULZ Schwaz     | HLA         | 0    | 0/0         | 0        |
| 2011/12   | ULZ Schwaz     | HLA         | 4    | 1/1         | 3        |
| 2012/13   | ULZ Schwaz     | HLA         | 2    | 0/0         | 2        |
| 2014/15   | Handball Tirol | HLA         | 20   | 0/0         | 20       |
| 2015/16   | Handball Tirol | HLA         | 25   | 0/0         | 25       |
| 2016/17   | Handball Tirol | HLA         | 44   | 0/0         | 44       |
| 2010–2017 | gesamt         | HLA         | 95   | 1/1 (100 %) | 94       |

## Erfolge
- 1× Österreichischer Pokalsieger (mit dem ULZ Schwaz)